# 24 (televíziós sorozat)
A 24 egy 2001 és 2014 között, az Egyesült Államokban futó akciósorozat, a Fox csatorna produkciójában. A főszereplő Jack Bauer, aki egy CTU (Counter Terrorist Unit, azaz terrorista-elhárító egység) nevű kitalált ügynökséget segítve dolgozik Los Angelesben, és itt folytatja a nyomozásokat. Minden epizód egy óra történéseit meséli el, és minden évad 24 epizódból áll (egy évad egy napnak felel meg). A sorozat gyakran alkalmazza az osztott képernyős technikát, amely segítségével egyidejűleg mutatja a különböző szereplőket és cselekményszálakat.
A FOX csatorna megrendelésére 2014-ben érkezett a 9. évad. Ez az évad azonban csak 12 részes volt.
A 24-et Joel Surnow és Robert Cochran (La Femme Nikita) jegyzi, először 2001-ben került adásba a sorozat. A 2007-2008-as WGA-sztrájkkal együtt véget ért Joel Surnow közreműködése is a sorozatban. Az író munkáit a jövőben kábelcsatornáknál láthatjuk viszont.

## Összefoglaló
A 24 egy thriller, illetve dráma és akció, amely megkísérli valós időben bemutatni a cselekményeket, azaz minden egyes adásperc egy percnek felel meg a szereplők életéből. Ezt a valósidő-érzetet tovább erősíti a képernyőn időről időre megjelenő és hangosan ketyegő digitális óra. Leszámítva a reklám-perceket, egy epizód megközelítőleg 40 perc hosszú. Mivel több szálon fut a cselekmény, a hétköznapi tevékenységek (például evés, közlekedés) ideje alatt egy másik, izgalmas szálat mutatnak.
A sorozat nyolc évadot ért meg, az utolsót 2010-ben vetítették. 2014. május 5-én a FOX elkezdte sugározni a 24: Élj egy új napért! című sorozatot, ami ezúttal 12 részben mutatja be 24 óra történéseit.
„Jack Bauer szövetségi ügynök vagyok, ez életem leghosszabb napja…” – minden így kezdődött.
Ez a szlogen az első nap főcímében volt hallható, s azóta fogalommá vált a rajongók körében.

## Cselekmény

### Első évad
Az első évadban Jack Bauer lányát és feleségét elrabolja egy a David Palmer demokrata elnökjelölt meggyilkolását tervező szervezet. Egy CTU-n belül tevékenykedő téglát elfognak, de még mielőtt kihallgatnák, öngyilkos lesz. Miután kiderül, hogy a családja elrablása mögött álló terrorista a múltjából kísérti és a nap eseményei személyesen kötődnek hozzá és David Palmerhez, egyúttal világossá válik, hogy újabb beépített emberek segítik a délszláv terroristák bosszúját.
Az évadnak magyar vonatkozása is van: az egyik szerb terroristát Hulesch Endre (forgatókönyvíró és rendező) játssza.

### Második évad
A második évadban, amely körülbelül 18 hónappal az első után játszódik, Jacknek lánya, Kim elhidegülésével kell megbirkóznia, aki Jack veszélyes hivatását okolja anyja, Teri halála miatt. Jack már nem dolgozik a CTU-nak, de miután a Fehér Ház tudomást szerez egy, a nap folyamán Los Angeles felett felrobbantandó atombombáról, David Palmer elnök Jackre számít, mint az egyetlen emberre, akiben bízhat, hogy megtalálja és megállítja a bombát birtokló terrorista sejtet.

### Harmadik évad
A harmadik évadban, három évvel azután, hogy sikerült elhárítania a háború veszélyét három közel-keleti országgal, Jack visszatér egy egyéves titkos küldetésből, amelynek során a Salazar drogkereskedő családba épült be. Ugyanekkor egy furgonból egy biológiai fegyverrel megfertőzött testet dobnak a Nemzeti Egészségügyi Szolgálat (National Health Services) ajtaja elé. Ezután a CTU telefonhívást kap, amelyben a vírus szabadon eresztésével fenyegetnek, ha Ramón Salazart nem eresztik szabadon hat órán belül. Jack új partnere Chase Edmunds, aki Jack szintén a CTU-nál dolgozó lányával jár. Jacknek meg kell küzdenie heroinfüggőségével is, melyre a drogmaffiába beépülve tett szert.
Lindát, Kyle Singer barátnőjét Agnes Bruckner, magyar származású színésznő játssza.

### Negyedik évad
A negyedik évad reggel 7-kor kezdődik, s fejeződik is be. Jack Bauer már nem dolgozik a CTU-nál, heroinfüggősége miatt kirúgták, jelenleg James Heller védelmi miniszter titkára, s titkos viszonyt folytat a miniszter lányával. A krízis beálltával ugyanakkor Jack ismét a CTU-ba kerül, majd amikor James Hellert lányával együtt elrabolják, és a nyilvános kivégzésével fenyegetőznek, az iroda vezetője kénytelen Jacket ismét állományba helyezni. Az hamar világossá válik, hogy az emberrablás egy még nagyobb és veszélyesebb terv része, az ellenség minden eddiginél ravaszabb, hiszen évek óta készültek a nagy dobásra. Jack hogy megállítsa a terrorista sejteket irányító Habib Marwant, Kínával is konfliktusba keveri az országot.

### Ötödik évad
A cselekménysorozat reggel 7-kor kezdődik. Másfél évvel megrendezett halála után Jack Bauer visszatér Los Angelesbe, miután az exelnök David Palmert megölik öccse lakásán, s vadásznak arra a három emberre is, akik Jacknek segítettek az eltűnésben. A reggeli órákban orosz terroristák túszokat ejtenek az ontariói reptéren, próbára téve a frissen aláírt orosz-amerikai antiterrorista egyezményt, s hamarosan kiderül, a terroristák birtokában van 20 palack ideggáz, melyeket készek a legforgalmasabb helyeken bevetni. A szálak végül a Fehér Ház legmagasabb köreibe vezetnek, s egy nagyszabású összeesküvés körvonalazódik. Ez Jack Bauer (egyik) legnehezebb 24 órája, amelyből nem kerülhet ki győztesen.
Magyar szempontból további érdekesség, hogy az orosz elnök, Jurij Szuvarov feleségét Kathleen Gati, egy Amerikában élő sikeres (többek közt a Született feleségekben, a Dr. Csontban, a Vészhelyzetben, a Mentalistában, az NCIS-ben és számos magyar filmben is szerepet kapott) magyar színésznő alakítja.

### Hatodik évad
Az évad reggel 6-kor indul, és másnap reggel hatig tart. Jacket két éven keresztül tartják fogva és kínozzák egy kínai börtönben, ahonnan David Palmer öccse, a jelenlegi amerikai elnök, Wayne Palmer erőfeszítéseinek eredményeként engedik el. Amerika tizenegy hete folyamatos terror-támadások alatt áll, és a kormány Jacket tervezi elcserélni a támadások mögött álló személy tartózkodási helyéért cserébe. Idővel Jack családja is az események részévé válik, s az Egyesült Államoknak minden eddiginél aggasztóbb atomtámadásokkal kell szembenéznie. Az évad végén feltűnik a halottnak hitt Audrey Raines is.

### 24: Redemption
A hatodik és hetedik évad közti átvezetés a 24: Redemption, tartalmáról csak annyit, hogy Jack Bauer a világ egyik távoli országában bujkálva éli mindennapjait, ahol a zsarnok uralkodó válogatás nélkül öli az ország polgárait. Az USA megszünteti az országban a külképviseletét, ahová Jack szeretne néhány fiatalt bejuttatni, hogy azok menedéket kapjanak az öldöklés elől. Más kísérőjük nincs, így neki kell bekísérni őket a követségre, ez viszont azzal jár, hogy őrizetbe veszik és számolnia kell a következményekkel. A film magyar címe 24: A Szabadulás.

### Hetedik évad
A hetedik évad a másodikhoz hasonlóan reggel 8-kor, Jack Bauer bírósági tárgyalásával indul, ahonnan FBI-ügynökök hivatalos felkérése következtében távozik. A CTU-t feloszlatták, így Jack Bauer az FBI-nak dolgozik, persze "külsősként". Visszatér benne Tony Almeida is, akit az ötödik évad után halottnak hittünk, az ő elfogása lesz Jack első fontos feladata. Hamarosan kiderül, hogy Tony is a jó oldalon áll és az FBI-nál is beépített ember segíti a terroristákat, ezért a Jack mellé beosztott FBI-ügynökön kívül (akinek halálhírét keltik) másban nem bízhatnak. Tony, illetve a régi ismerősök közül Chloe és Bill szintén a jó oldalon állnak, céljuk az elnök környezetében tevékenykedő, a terroristákkal szövetkező személyek lebuktatása.
Az eredetileg 2008 januárjára tervezett premiert a forgatókönyvírók sztrájkja, Kiefer Sutherland másfél hónapos börtönbüntetése és a Chloe O’Brian-t játszó Mary Lynn Rajskub terhessége miatt a készítők 2009. január 11-ére halasztották.

### Nyolcadik évad
A történet délután 4-kor kezdődik, New Yorkban. Az éppen lányához és unokájához költözni akaró Bauerhez egykori forrása kopogtat be rémisztő hírrel, melynek hatására Jack ismét az időközben újraélesztett CTU-t segíti, együttműködve néhány régi ismerőssel, Chloe O’Briannel és Renee Walkerrel. A legfontosabb feladata megmenteni a béketárgyalás aláírása miatt Amerikában időző Hasszan elnök életét, mielőtt túl késő lenne, és a várva várt béke helyett egy véres háború robban ki Amerika és Kamisztán között. A merénylet – amelyet látszólag a kamisztáni elnök fivére irányít, valójában az orosz kormány áll mögötte – viszont csak a kezdet.

### 24: Élj egy új napért! (24: Live Another Day)
A történet 4 évvel a nyolcadik évad után játszódik, Londonban. Az eseményekbe délelőtt 11-kor kapcsolódunk be, amikor is Jack a CIA londoni irodájának fogságába esik. Hamar kiderül, hogy csak azért hagyta magát elfogni, hogy ki tudja szabadítani onnan Chloe-t (akit az intézmény egy elkülönített, zárt részlegén tartanak fogva), hogy segítsen megtalálni Derrick Yates-et (Chloe volt kollégája egy hacker csoportban), aki részt vesz egy James Heller elnök ellen irányuló merényletkísérletben. Heller (akinek egy betegség következtében súlyosan romlik a memóriája) egy drónbázis létrehozásáról tárgyal Londonban. Az elnököt elkísérte lánya, Audrey, illetve kabinetfőnöke, Mark Boudreau (aki Audrey férje). Mark mindent megtesz, hogy az elnöki család ne szerezzen tudomást Jack Londonban tartózkodásáról, ezért ki akarja adni őt az Orosz kormánynak. Eközben kiderül, hogy a merényletkísérlet mögött egy Margot Al-Harazi nevű terrorista áll. Jack tehát, a CIA-val a nyakán próbálja immáron sokadszorra megmenteni, az éppen hivatalban levő elnök életét.

## Szereplők
| Színész              | Szerep           | Epizódok száma | Főszereplőként                  | Mellékszereplőként | Magyar hang                                           |
| -------------------- | ---------------- | -------------- | ------------------------------- | ------------------ | ----------------------------------------------------- |
| Kiefer Sutherland    | Jack Bauer       | 194            | 1, 2, 3, 4, 5, 6, R, 7 8, L.A.D | -                  | Selmeczi Roland (1-3. évad) Kőszegi Ákos (4-9. évad)  |
| Leslie Hope          | Teri Bauer       | 24             | 1                               | -                  | Fehér Anna                                            |
| Sarah Clarke         | Nina Myers       | 36             | 1                               | 2, 3               | Györgyi Anna (1. évad) Kisfalvi Krisztina (2-3. évad) |
| Elisha Cuthbert      | Kim Bauer        | 79             | 1, 2, 3                         | 5, 7, 8            | Nemes Takách Kata                                     |
| Dennis Haysbert      | David Palmer     | 79             | 1, 2, 3                         | 4, 5               | Vass Gábor                                            |
| Sarah Wynter         | Kate Warner      | 25             | 2                               | 3                  | Spilák Klára                                          |
| Xander Berkeley      | George Mason     | 27             | 2                               | 1                  | Dunai Tamás                                           |
| Penny Johnson Jerald | Sherry Palmer    | 45             | 2                               | 1, 3               | Vándor Éva                                            |
| Carlos Bernard       | Tony Almeida     | 115            | 2, 3, 5, 7                      | 1, 4               | Dózsa Zoltán                                          |
| Reiko Aylesworth     | Michelle Dessler | 62             | 3                               | 2, 4, 5            | Nyírő Eszter                                          |
| James Badge Dale     | Chase Edmunds    | 24             | 3                               | -                  | Rába Roland                                           |
| Kim Raver            | Audrey Raines    | 52             | 4, 5, L.A.D                     | 6                  | Németh Borbála                                        |
| Alberta Watson       | Erin Driscoll    | 12             | 4                               | -                  | Bertalan Ágnes                                        |
| William Devane       | James Heller     | 20             | 4, L.A.D                        | 5, 6               | Papp János                                            |
| Lana Parrilla*       | Sarah Gavin      | 12             | 4                               | -                  | Kerekes Andrea                                        |
| Roger Cross*         | Curtis Manning   | 44             | 4, 5                            | 6                  | Láng Balázs Csík Csaba Krisztián                      |
| Mary Lynn Rajskub    | Chloe O’Brian    | 125            | 5, 6, 7, 8, L.A.D               | 3, 4               | Zsigmond Tamara                                       |
| Gregory Itzin        | Charles Logan    | 44             | 5                               | 4, 6, 8            | Uri István                                            |
| James Morrison       | Bill Buchanan    | 64             | 5, 6, 7                         | 4                  | Áron László                                           |
| Louis Lombardi       | Edgar Stiles     | 37             | 5                               | 4                  | Kapácsy Miklós                                        |
| Jean Smart           | Martha Logan     | 24             | 5                               | 6                  | Kovács Nóra                                           |
| D. B. Woodside       | Wayne Palmer     | 48             | 6                               | 3, 5               | Kálid Artúr                                           |
| Peter MacNicol       | Tom Lennox       | 25             | 6                               | R                  | Tarján Péter                                          |
| Jayne Atkinson       | Karen Hayes      | 30             | 6                               | 5                  | Szabó Éva                                             |
| Carlo Rota           | Morris O’Brian   | 29             | 6                               | 5, 7               | Tóth Roland                                           |
| Eric Balfour         | Milo Pressman    | 28             | 6                               | 1                  | Welker Gábor Seder Gábor Szabó Máté                   |
| Marisol Nichols      | Nadia Yassir     | 24             | 6                               | -                  | Solecki Janka                                         |
| Regina King          | Sandra Palmer    | 9              | 6                               | -                  | Kocsis Mariann                                        |
| Cherry Jones         | Allison Taylor   | 43             | R, 7, 8                         | -                  | Halász Aranka                                         |
| Annie Wersching      | Renee Walker     | 37             | 7, 8                            | -                  | Major Melinda                                         |
| Colm Feore           | Henry Taylor     | 12             | R, 7                            | -                  | Koroknay Géza                                         |
| Bob Gunton           | Ethan Kanin      | 31             | R, 7                            | 6, 8               | Cs. Németh Lajos                                      |
| Jeffrey Nordling     | Larry Moss       | 19             | 7                               | -                  | Lux Ádám                                              |
| Rhys Coiro           | Sean Hillinger   | 10             | 7                               | -                  | Pálmai Szabolcs                                       |
| Janeane Garofalo     | Janis Gold       | 21             | 7                               | -                  | Sági Tímea                                            |
| Anil Kapoor          | Omar Hassan      | 15             | 8                               | -                  | Csankó Zoltán                                         |
| Mykelti Williamson   | Brian Hastings   | 17             | 8                               | -                  | Törköly Levente                                       |
| Katee Sackhoff       | Dana Walsh       | 20             | 8                               | -                  | Pikali Gerda                                          |
| Chris Diamantopoulos | Rob Weiss        | 12             | 8                               | -                  | Juhász Zoltán                                         |
| John Boyd            | Arlo Glass       | 24             | 8                               | -                  | Moser Károly                                          |
| Freddie Prinze Jr.   | Cole Ortiz       | 24             | 8                               | -                  | Posta Victor                                          |

A *-os szereplő évad közben mellékszereplőből főszereplővé vált.

### Különleges mellékszereplők
| Színész              | Szerep                | Évad                | Epizódok száma | Magyar hang                                        |
| -------------------- | --------------------- | ------------------- | -------------- | -------------------------------------------------- |
| Jude Ciccolella      | Mike Novick           | 1, 2, 4, 5          | 58             | Kristóf Tibor (1. évad) Várday Zoltán (2. évadtól) |
| Glenn Morshower      | Aaron Pierce          | 1, 2, 3, 4, 5, 6, 7 | 50             | Konrád Antal (1. évad) Csuha Lajos (2. évadtól)    |
| Paul Schulze         | Ryan Chappelle        | 1, 2, 3             | 23             | Cseke Péter                                        |
| Zachary Quinto       | Adam Kaufman          | 3                   | 23             | Varga Gábor                                        |
| Geoff Pierson        | John Keeler           | 3, 4                | 18             | Cs. Németh Lajos                                   |
| Daniel Bess          | Rick Allen            | 1                   | 18             | Minárovits Péter                                   |
| Michelle Forbes      | Lynne Kresge          | 2                   | 18             | Kocsis Judit                                       |
| Arnold Vosloo        | Habib Marwan          | 4                   | 17             | Megyeri János                                      |
| Frank John Hughes    | Tim Woods             | 7, 8                | 24             | Vári Attila                                        |
| Adoni Maropis        | Abu Fayed             | 6                   | 15             | Jakab Csaba                                        |
| Željko Ivanek        | Andre Drazen          | 1                   | 15             | Kaszás Attila                                      |
| Nick Jameson         | Yuri Suvarov          | 5, 6, 8             | 15             | Németh Gábor                                       |
| Kathleen Gati        | Anya Suvarov          | 5, 6                | -              | Ősi Ildikó (5. évad)                               |
| Laura Harris         | Marie Warner          | 2                   | 14             | Haffner Anikó                                      |
| Jesse Borrego        | Gael Ortega           | 3                   | 14             | Galbenisz Tomasz                                   |
| Powers Boothe        | Noah Daniels          | 6, R                | 16             | Várkonyi András                                    |
| Sean Astin           | Lynn McGil            | 5                   | -              | Fekete Zoltán                                      |
| Sprague Grayden      | Olivia Taylor         | 7                   | 14             | Agócs Judit                                        |
| Vicellous Shannon    | Keith Palmer          | 1, 2                | 13             | Papp Dániel                                        |
| Joaquim de Almeida   | Ramon Salazar         | 3                   | 12             | Sörös Sándor                                       |
| Tzi Ma               | Cheng Zhi             | 4, 5, 6, L.A.D      | 15             | Végh Péter                                         |
| Michael Massee       | Ira Gaines            | 1                   | 12             | Haás Vander Péter                                  |
| Ricky Schroder       | Mike Doyle            | 6                   | 12             | Viczián Ottó                                       |
| Rena Sofer           | Marilyn Bauer         | 6                   | 12             | Ősi Ildikó                                         |
| Jonathan Ahdout      | Behrooz Araz          | 4                   | 12             | Czető Roland                                       |
| Sohre Ágdáslu        | Dina Araz             | 4                   | 12             | Andresz Kati                                       |
| Kurtwood Smith       | Blaine Mayer          | 7                   | 6              |                                                    |
| John Allen Nelson    | Walt Cummings         | 4, 5                | 12             | Turi Bálint                                        |
| John Terry           | Bob Warner            | 2                   | 12             | Rosta Sándor                                       |
| Peter Weller         | Christopher Henderson | 5                   | 11             | Imre István                                        |
| Alan Dale            | Jim Prescott          | 2, 3                | 8              | Szokolay Ottó                                      |
| Paul McCrane         | Graem Bauer           | 5, 6                | 8              | Katona Zoltán                                      |
| James Cromwell       | Phillip Bauer         | 6                   | 8              | Versényi László                                    |
| Dennis Hopper        | Victor Drazen         | 1                   | 5              | Rajhona Ádám                                       |
| Tobin Bell           | Peter Kingsley        | 2                   | 4              | Barbinek Péter                                     |
| Lou Diamond Phillips | Mark DeSalvo          | 1                   | 2              | Fazekas István                                     |
| Michael O’Neill      | Richard Walsh         | 1                   | 1              | Szacsvay László                                    |
| Tony Todd            | Benjamin Juma         | R, 7                | 5              | Faragó András                                      |
| Robert Carlyle       | Carl Benton           | R                   | 2              | Háda János                                         |
| Hakeem Kae-Kazim     | Ike Dubaku            | R, 7                | 9              |                                                    |
| Jon Voight           | Jonas Hodges          | R, 7                | 10             | Karsai István                                      |
| Michelle Fairley     | Margot al-Harazi      | L.A.D               | 9              | Simorjay Emese                                     |

## Díjak, jelölések
A 24 több szakmai díjat is begyűjtött az elmúlt években. Többszörös Emmy-díj győztes: az ötödik évad 2006-ban öt díjat is besöpört, ekkor nyert az összesen hatszor jelölt Kiefer Sutherland, a sorozat pedig négy jelölés után kapott díjat ebben az évben. Cherry Jones 2009-ben lett győztes. 2002-ben Kiefer Sutherland elnyerte a legjobb férfi főszereplőnek járó Golden Globe-díjat a sorozatok kategóriájában, míg 2003-ban magát a sorozatot ítélték a legjobbnak. Sutherlandet még ötször jelölték a díjra, de dupláznia nem sikerült.

## Nézettsége az USA-ban
| Évad       | Időpont       | Premier            | Finálé             | Ranglista | Nézettség (M) |
| ---------- | ------------- | ------------------ | ------------------ | --------- | ------------- |
| 1          | Kedd 9/8c     | 2001. november 6.  | 2002. május 21.    | #76       | 8,60          |
| 2          | Kedd 9/8c     | 2002. október 29.  | 2003. május 20.    | #36       | 11,73         |
| 3          | Kedd 9/8c     | 2003. október 28.  | 2004. május 25.    | #42       | 10,30         |
| 4          | Hétfő 9/8c    | 2005. január 9.    | 2005. május 23.    | #29       | 11,90         |
| 5          | Hétfő 9/8c    | 2006. január 15.   | 2006. május 22.    | #24       | 13,78         |
| 6          | Hétfő 9/8c    | 2007. január 14.   | 2007. május 21.    | #27       | 13,00         |
| Redemption | Vasárnap 8/7c | 2008. november 23. | 2008. november 23. | #16       | 12,12         |
| 7          | Hétfő 9/8c    | 2009. január 11.   | 2009. május 18.    | #19       | 12,62         |
| 8          | Hétfő 9/8c    | 2010. január 17.   | 2010. május 24.    | #39       | 9,31          |

## Mozifilm
Többször is felröppent a hír a mozifilm forgatásáról, de több sikertelen forgatókönyv-próbálkozás után végre elkészült a – talán – végleges változat. Kiefer Sutherland a 2012-es téli TCA-turnén azt nyilatkozta, hogy április-májusban kezdik a forgatást. A történetről annyit árult el, hogy hat hónappal a záróévad után kezdődik és a sorozathoz hasonlóan egy nap eseményeit jeleníti meg, de csak két órában. Mary Lynn Rajskub (Chloé) biztos szerepelni fog a filmben, ami 2013-ban kerülhet a mozikba.

## Magyarul is megjelent könyvek
- John Whitman: Vétójog; Joel Surnow és Robert Cochran sorozata alapján, ford. Kovácsné Gyöngy Evelyn; M&C Kft., Budapest, 2006
- Marc Cerasini: A trójai faló; Joel Surnow és Robert Cochran sorozata alapján, ford. Buzás Gábor; M&C Kft., Budapest, 2006
- Marc Cerasini: A Pokolkapu-hadművelet; Joel Surnow és Robert Cochran sorozata alapján írta, ford. Buzás Gábor; M&C Kft., Budapest, 2006.
- John Whitman: Macskakarom; Joel Surnow és Robert Cochran sorozata alapján, ford. Buzás Gábor; M&C Kft., Budapest, 2007
- 24 és a filozófia. Jack szerint a világ; szerk. Jennifer Hart Weed, Richard Davis, Ronald Weed, ford. Kállai Tibor; Hajnal, Budapest, 2010